# Trường Cao đẳng Y tế Hà Đông
Trường Cao đẳng Y tế Hà Đông (tiếng Anh: Ha Dong Medical College - viết tắt HDMC) là cơ sở giáo dục công lập của Nhà nước, trực thuộc Ủy ban nhân dân thành phố Hà Nội, được thành lập năm 1960. Trường đào tạo các chuyên ngành về Y - Dược. Trường hiện nay có 1 cơ sở duy nhất được đặt tại Số 39 phố Nguyễn Viết Xuân, phường Quang Trung, quận Hà Đông, Hà Nội. Mã trường: CYM.

## Lịch sử
Tiền thân của Trường Cao đẳng Y tế Hà Đông là Trường Y sỹ Hà Đông được thành lập ngày 26/10/1960.
Sau nhiều lần thay đổi tên gọi do sự sát nhập và phân tách của các tỉnh cũ và thành phố Hà Nội, năm 2008 trường được mang tên Trường Cao đẳng Y tế Hà Đông cho đến ngày nay.

## Bộ máy tổ chức
Hiêụ trưởng trường hiện nay là Tiến sĩ Nguyễn Đăng Trường, được UBND Thành phố Hà Nội bổ nhiệm vào 21/8/2017
Trường có 11 bộ môn, 6 phòng chức năng và 3 trung tâm:
- 11 bộ môn gồm: Dược, Bào chế và Công nghiệp Dược, Điều dướng, Nhi, Chăm sóc Sức khỏe Sinh sản, Lâm sàng & Cận Lâm Sàng, Y học Cơ sở, Y tế Cộng đồng, Văn hóa - Tin học - Ngoại ngữ, Chính trị - Giáo dục Thể chất - Giáo dục Quốc phòng, Thẩm mỹ và chăm sóc sắc đẹp.
- 6 phòng chức năng gồm: Tổ chức cán bộ, Hành chính Tổng hợp, Kế hoạch - Tài chính, Đào tạo và Nghiên cứu Khoa học, Thanh tra và Đảm bảo Chất lượng Giáo dục, Quản lý Học viên Sinh viên
- 3 trung tâm gồm: Trung tâm Đào tạo theo nhu cầu xã hội và Hợp tác quốc tế, Trung tâm Thông tin Thư Viện và In ấn, Trung tâm Thực hành Khám chữa bệnh

## Đào tạo

### Các hệ đào tạo
- Hệ đào tạo Cao đẳng chính quy: Dược, Điều dưỡng, Hộ sinh, Kỹ thuật xét nghiệm y học, Y sĩ đa khoa, Chăm sóc sắc đẹp, Y học cổ truyền, Kỹ thuật vật lý trị liệu và phục hồi chức năng.
- Hệ đào tạo Trung cấp chính quy: Y sĩ đa khoa
- Hệ đào tạo liên thông
  - Liên thông từ Trung cấp lên Cao đẳng
  - Bằng Trung cấp thứ hai
  - Bằng Cao đẳng thứ hai
- Hệ đào tạo ngắn hạn

### Hợp tác Quốc tế
- Lớp Điều dưỡng Chất lượng cao du học tại Đức[3]
- Lớp Điều dưỡng Chất lượng cao du học tại Nhật Bản
- Lớp Dược Chất lượng cao du học tại Đức

## Khen thưởng
Trường đã được nhận được nhiều phần thưởng:
- Huân chương Lao động hạng Nhất, hạng Nhì, hạng Ba
- Cờ thi đua của Chính phủ
- Bằng khen của Thủ tướng Chính phủ
- Cờ thi đua của Bộ Y tế
- Cờ thi đua của UBND thành phố Hà Nội
- Bằng khen của UBND Tỉnh Hà Tây
- Bằng khen của UBND thành phố Hà Nội

Ngoài ra, về các lĩnh vực chuyên đề khác, nhà trường cũng được tặng nhiều Giấy khen, Bằng khen của các cấp, các ngành.